# Duby v Hodkovičkách
Duby v Hodkovičkách je dvanáct památných stromů v Praze 4 v lokalitě Zátiší, které rostou jako jednořadé stromořadí podél ulice V Lučinách po její jižní straně.

## Parametry stromů
- Výška (m): 18–32
- Obvod (cm): 258–403
- Ochranné pásmo: vyhlášené - 11 m mimo p.č.769 a 793/3
- Datum prvního vyhlášení: 25.09.2009[1]
- Odhadované stáří: 140 let (k roku 2016)[2]

## Popis
Stromořadí dubů v údolí Zátišského potoka začíná na křižovatce ulic V Lučinách a Na Dlouhé mezi a vede v délce přibližně 200 metrů západním směrem. Stromy mají obvody kmenů v rozmezí 258–403 centimetrů, vrcholy jejich korun jsou ve výšce 18–32 metrů. První dub na východní straně má rovný kmen s rozložitou korunou. Roste poblíž křižovatky ulic V Lučinách a Na Dlouhé mezi naproti bývalé restauraci U Zlatého bažanta a jeho okolí je zalité asfaltem. Poslední dub na západní straně roste v travnatém pásu a má bohatou rozvětvenou korunu. Zdravotní stav všech dubů je velmi dobrý.

## Historie
Alej byla vysazena kolem roku 1880 továrníkem Hansem Kropfem, který si v Hodkovičkách dal vystavět vilu Lalotta v podobě letního zámečku.

## Turismus
Okolo dubů vede turistická značená trasa  3129 z Malé Chuchle přes Braník, Lhotku a Točnou k Hálkovu pomníku.